# 1095
| [ Edytuj tabelę ]          |                                                                         |
| Książę Polski              | - 1079 Władysław I Herman 1102                                          |
| Król Angkoru               | - 1080 Dżajawarman VI 1107                                              |
| Król Anglii                | - 1087 Wilhelm II Rudy 1100                                             |
| Król Aragonii i Nawarry    | - 1094 Piotr I Aragoński 1101                                           |
| Hrabia Barcelony           | - 1076 Berengar Rajmund II 1097 - 1082 Rajmund Berengar III Wielki 1131 |
| Książę Bawarii             | - 1077 Henryk VIII 1096                                                 |
| Książę Burgundii           | - 1079 Odo I 1102                                                       |
| Cesarz Bizancjum           | - 1081 Aleksy I Komnen 1118                                             |
| Cesarz Chin                | - 1085 Song Zhezong 1100                                                |
| Książę Czech               | - 1092 Brzetysław II 1100                                               |
| Król Danii                 | - 1086 Olaf I Głód 1095 - 1095 Eryk Dobry 1103                          |
| Władca Egiptu              | - 1094 Al-Musta’li 1101                                                 |
| Król Francji               | - 1060 Filip I 1108                                                     |
| Król Gruzji                | - 1089 Dawid IV Budowniczy 1125                                         |
| Hrabia Holandii            | - 1091 Floris II Gruby 1121                                             |
| Cesarz Japonii             | - 1086 Horikawa 1107                                                    |
| Kalif                      | - 1094 Al-Mustazhir 1118                                                |
| Król Kastylii              | - 1072 Alfons VI 1109                                                   |
| Wielki książę Kijowa       | - 1093 Światopełk II Michał 1113                                        |
| Patriarcha Konstantynopola | - 1084 Mikołaj III Gramatyk 1111                                        |
| Władca Korei               | - 1094 Hŏnjong 1095 - 1095 Sukjong 1105                                 |
| Władca Maroka              | - 1070 Jusuf ibn Taszfin 1106                                           |
| Król Norwegii              | - 1093 Haakon Magnusson 1095 - 1093 Magnus III Bosy 1103                |
| Książę Obodrzyców          | - 1093 Henryk Gotszalkowic 1127                                         |
| Hrabia Palatynatu          | - 1085 Henryk II z Laach 1095 - 1095 Zygfryd z Ballenstadt 1113         |
| Papież                     | - 1084 Klemens III (antypapież) 1100 - 1088 Urban II 1099               |
| Hrabia Portugalii          | - 1093 Henryk Burgundzki 1112                                           |
| Sułtan Rumu                | - 1092 Kilidż Arslan I 1107                                             |
| Cesarz rzymski (niemiecki) | - 1084 Henryk IV 1105                                                   |
| Książę Saksonii            | - 1072 Magnus 1106                                                      |
| Sułtan Seldżuków           | - 1092 Barkijaruk 1104                                                  |
| Król Szkocji               | - 1093 Donald III 1097 - 1094 Donald III 1097                           |
| Król Szwecji               | - 1083 Inge I Starszy 1110                                              |
| Doża Wenecji               | - 1084 Vitale Faliero 1096                                              |
| Król Węgier                | - 1077 Władysław I Święty 1095 - 1095 Koloman Uczony 1116               |

Rok 1095 / MXCV
stulecia: X wiek ~
XI wiek ~
XII wiek

lata: 1085 «
1090 «
1091 «
1092 «
1093 «
1094 «
1095
» 1096
» 1097
» 1098
» 1099
» 1100
» 1105

## Wydarzenia na świecie
- 29 lipca – Koloman I został królem Węgier.
- 18–28 listopada – we Francji w Clermont pod przewodnictwem papieża Urbana II odbył się synod.
- 27 listopada – I wyprawa krzyżowa: papież Urban II na synodzie w Clermont wezwał do udziału w wyprawie zbrojnej do „Ziemi Świętej” czym zapoczątkował wyprawy krzyżowe.

## Urodzili się
- 22 grudnia – Roger II, król Sycylii (zm. 1154)

## Zmarli
- 19 stycznia – Wulstan, benedyktyn, biskup, święty katolicki (ur. ok. 1012)
- 14 czerwca – Agapit Pieczerski (ros. Агапит Печерский), mnich Monasteru Kijowsko-Pieczerskiego (ur. ok. 1035)